# Cut-out (industria musicale)

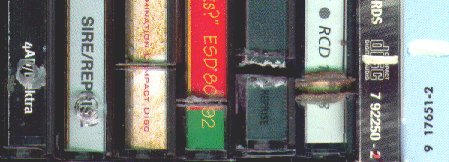
Costole di custodie per CD alle quali è stata applicata la pratica del cut-out

Nel settore dell'industria musicale, il termine cut-out si riferisce a LP, musicassette, Compact Disc, o altri supporti di registrazione, venduti ad un prezzo particolarmente scontato.

## Storia
Al tempo in cui gli LP erano il mezzo principale per la registrazione e la diffusione della musica, i produttori usavano tagliare un angolo della copertina, praticare un foro o una tacca nella costola dei dischi resi dai rivenditori (in quanto rimasti invenduti). Tali prodotti, soprannominati "cut-out", venivano in seguito rivenduti, ai grossisti e ai punti vendita al dettaglio, ad un prezzo decisamente scontato.
I prodotti cut-out venivano in genere ceduti ai rivenditori come non rendibili, ovvero non era possibile rispedirli al distributore per ottenere il rimborso (precisamente a questa finalità era inteso contrassegnare confezione). La marchiatura rispondeva anche alla necessità di evitare che il rivenditore smerciasse il prodotto ampiamente scontato in origine, a prezzo pieno. Questa pratica, comune dagli anni settanta agli anni novanta, è tuttora utilizzata, seppur in misura nettamente minore.
Con l'introduzione sul mercato delle musicassette e dei Compact Disc, i metodi per indicare un prodotto cut-out sono stati applicati anche ai medesimi. In particolare, alle custodie delle MC, veniva praticato un foro o prodotta una bruciatura nell'inserto stampato.
Nei CD, una sezione di varie dimensioni viene rimossa dal dorso della custodia e dal fianco del cartoncino contenente l'elenco dei brani. Altri metodi di marcatura dei CD (oltre alla bruciatura del dorso della custodia), includono la realizzazione di un foro attraverso il codice a barre (o l'applicazione, sullo stesso, di un adesivo inamovibile) e il ritaglio di un angolo del libretto.
La prassi di cut-out è stata applicata anche ai Laserdisc e alle cartucce a nastro degli Stereo8 ed estesa ai DVD.
Fatta eccezione per il danno alle copertine o alle custodie, il supporto audio non viene interessato dalla procedura di cut-out.